# Милутин Деврња
Милутин Деврња (Карловчић, 4. септембар 1912 — САД, 9. август 1977) био је српски књижевни критичар, теолог и универзитетски професор.

## Биографија
Милутин Деврња рођен је у сремском селу Карловчић, 4. септембра 1912. године. Богословију је завршио у Сремским Карловцима и Битољу, а Богословски факултет у Београду 1938. године. Био је уредник Студентских новина (1938), а до 1941. године је радио као професор веронауке у београдској гимназији „Краљ Александар”. Бавио се књижевном критиком и публицистиком борећи се против левичарских идеја и социјалне књижевности, а најзначајнији подухват у том периоду било је његово учешће у издавању целокупних дела Момчила Настасијевића. Од 1941. до 1945. године био је ратни заробљеник у Немачкој, а после ослобођења вратио се у Југославију. Због неслагања с комунистичким режимом, септембра 1946. године је избегао преко границе у Италију тражећи политички азил. У марту 1947. из Италије прелази у Француску и на Православном богословском институту „Св. Сергија Радоњешког” у Паризу пријављује докторске студије, да би 1949, радећи за француску владу, прешао у француску окупациону зону Западне Немачке.
Почетком 1951. године се преселио у САД где је радио као уредник Американског Србобрана (1952–1953). Јуна 1959. дипломирао на „Western Reserve University” у граду Кливленду, у држави Охајо, а потом као магистар књижевности радио у Народној библиотеци у Кливленду, а од 1960. у библиотеци Универзитета у Бафалу. Ту је 1972. докторирао на тему „Схватања људске егзистенције у раним делима Ф. М. Достојевског”. Посветио се изучавању стваралаштва Достојевског и Александра Солжењицина, о којима је држао предавања на Њујоршком државном универзитету у Бафалу.

## Смрт
Деврња је „под неразјашњеним околностима” изгубио живот у саобраћајној несрећи, 9. августа 1977. године. Сахрањен је на гробљу Манастира Свете Тројице у Џорданвилу.

## Дела
- приповетка „Одбегла” (Алексинац, 1929)
- роман „Монахиња” (Бијело Поље, 1930)